# Salustiano del Campo
Salustiano del Campo Urbano (La Línea de la Concepción, 18 de febrero de 1931-Madrid, 26 de julio de 2024) fue un sociólogo español.

## Biografía
Licenciado en Derecho y Ciencias Políticas por la Universidad de Madrid, sus años de estudiante los complementó con su formación en el Colegio Mayor Santa María de Europa de Madrid. Diplomado en el Instituto Social León XIII, completó su formación con una beca estadounidense en la Universidad de Chicago donde fue profesor asistente y se doctoró en Sociología. A su regreso a España, se doctoró en Ciencias Políticas y comenzó trabajando como profesor adjunto y encargado en las cátedras de Historia de las Ideas y de Sociología en la Universidad Complutense de Madrid.
A partir de ese momento desarrolló su carrera académica en dicha universidad, llegando a ser Decano de la Facultad de Ciencias Políticas y Sociología. Además de su actividad académica, fundó el Instituto de Opinión Pública, antecedente del Centro de Investigaciones Sociológicas, dirigió el Diccionario de Ciencias Sociales de la Unesco, miembro de la Comisión Nacional Española de Cooperación con la UNESCO, trabajó para las Naciones Unidas en la Oficina de Asuntos Sociales y como representante español en la Comisión de Población.
Ha sido profesor visitante en la Universidad Case de la Reserva Occidental en Cleveland, en la Universidad de Nueva York, en la de Wisconsin, en la Universidad de Rhode Island y en la Universidad Loyola Nueva Orleans y designado doctor honoris causa en la Universidad Nacional de Educación a Distancia. Ha sido miembro de importantes instituciones nacionales e internacionales como la Academia Europea de las Ciencias, Artes y Humanidades de París, la Academia Europea de Ciencias y Artes de Salzburgo, el Centro Europeo de Coordinación y Documentación en Ciencias Sociales de Viena, la Asociación Española de Sociología, la Asociación Española de Ciencia Política, académico de la Real Academia de Ciencias Morales y Políticas y, desde 2003, presidente del Instituto de España, entre otras muchas.
Destaca también en su faceta como redactor, impulsor o fundador de diversas publicaciones especializadas, entre las que cabe mencionar la Revista de Estudios Políticos, Revista de Economía Política, Revista de Estudios Sociales, Revista Internacional de Sociología, Revista Española de la Opinión Pública y El Europeo, entre otras. Fue miembro de diversos comités editoriales de revistas y publicaciones internacionales y uno de los impulsores de la primera Facultad de Sociología de España.
Abundan sus trabajos en las más importantes publicaciones especializadas del mundo, habiendo escrito un total de veintiséis libros sobre diversa temática, en especial análisis sobre la familia, la población, opinión pública, indicadores y tendencias sociales.